# 第七届中国曲艺牡丹奖
第七届中国曲艺牡丹奖于2012年举办，共评出5个节目奖、12个表演奖、7个文学奖、8个新人奖、5个理论奖、6个终身成就奖、4个特别奖。

## 获奖名单

### 节目奖
- 中篇扬州弹词《盛世红伶》
- 小品《红色珍宝》
- 四川扬琴《情怀》
- 小品《御史拜寿》
- 小品《莎莎，我爱你》

### 表演奖
- 王大海
- 李连伟
- 季静娟
- 方剑林
- 杨鲁平
- 顾竹君
- 任平
- 李白燕
- 刘颖
- 潘家富
- 薛维萍
- 贾玲

### 文学奖
- 长篇常州评话《常州白泰官》（周玉峰编述、张戬炜整理）
- 西河大鼓《退奖牌》（陈小平创作）
- 大调曲子《留守娃》（焦随东、焦蕴创作）
- 对口单弦《血宴》（杨子春、史琳创作）
- 新编短篇苏州弹词《梁祝·梳妆》（徐惠新创作）
- 群口快板《好人的故事》（王立海创作）
- 南阳鼓儿哼《朱主任赶猪》（文华、兰建堂创作）

### 新人奖
- 李响
- 李想
- 曹云金
- 王丹丹
- 陶莺芸
- 李然
- 高晓攀
- 逗乐

### 理论奖
- 于林青《曲艺音乐写作探要》
- 张爽《宁夏曲艺简史》
- 朱栋霖《经典〈雷雨〉：从话剧到苏州评弹》
- 孙立生《曲艺艺术ABC》
- 李广宇、张凌怡《乱里世界、静里春秋——河南坠子艺术流变与传承》

### 终身成就奖
- 马增蕙
- 田连元
- 吴宗锡
- 单田芳
- 金声伯
- 常宝霆

### 特别奖
- 节目特别奖：小品《村官李仁义》、琵琶弹唱《九天九夜》
- 文学特别奖：中篇苏州弹词《陈云的故事——凌云出岫》（范林元创作）、长篇快板书《神虎将星赵尚志》（李国文创作）